# Sainte-Marie, Hautes-Pyrénées
Sainte-Marie är en kommun i departementet Hautes-Pyrénées i regionen Occitanien i sydvästra Frankrike. Kommunen ligger i kantonen Mauléon-Barousse som tillhör arrondissementet Bagnères-de-Bigorre. År 2022 hade Sainte-Marie 59 invånare.

## Befolkningsutveckling
Antalet invånare i kommunen Sainte-Marie
| Referens: INSEE |